# Amon Nikoi
Amon Nikoi (* 19. Januar 1930 in La, Accra, Ghana; † 5. September 2002 in Ghana) war ein führender Politiker, Diplomat, Ökonom und Bankier in Ghana. Nikoi war mit Gloria Amon Nikoi verheiratet und hat drei Kinder.

## Ausbildung
Nikoi absolvierte ein Studium der Wirtschaftswissenschaften am Amherst College in den USA und machte im Jahr 1953 seinen Bachelor in diesem Fach. Zwischen 1953 und 1955 war er Student an der Harvard-Universität und erhielt von der Universität Amherst im Jahr 1963 ehrenhalber den Master in Wirtschaftswissenschaften.

## Karriere
Kikoi war zwischen 1957 und 1960 im Diplomatischen Dienst Ghanas (Ghana Foreign Service) tätig und wurde als Repräsentant Ghanas an die ghanaische Botschaft in Washington, D.C., USA bei den Vereinten Nationen versetzt. Zwischen 1960 und 1966 war Nikoi stellvertretender Direktor (Alternate Executive Director) des Internationalen Währungsfonds. Zwischen 1966 und 1968 hatte er den Posten des Direktors (Executive Director) beim Internationalen Währungsfonds inne.
Nach dem Militärputsch von 1966 in Ghana wurde Nikoi am 6. Januar 1969 Senior Principal Secretary des ghanaischen Finanzministeriums. Diese Position hatte er im Weiteren unter den Staatschefs Akwasi Amankwaa Afrifa, Edward Akufo-Addo und Ignatius Kutu Acheampong bis Februar 1973 inne. Im Februar 1973 wurde Nikoi zum Gouverneur und Vorstandsvorsitzenden der Nationalbank Ghanas (Bank of Ghana), Vorsitzenden der Ashanti Goldfields Company (AGC) und Vorsitzenden der Grains Warehousing Company. Mit diesen Positionen vereinte er in seiner Person die drei wichtigsten Wirtschaftsämter des Landes. Der Posten der Nationalbank brachte Nikoi erhebliche Einflussmöglichkeiten auf die Finanzpolitik und Wirtschaftspolitik Ghanas.
1977 ging er von dem Posten des Gouverneurs der Bank of Ghana in den Ruhestand unter der Staatsführung des National Redemption Council (NRC) unter General Ignatius Kutu Acheampong. In der Dritten Republik unter der Regierung der People’s National Party (PNP) von Präsident Hilla Limann wurde Nikoi zwischen 1979 und 1981 zur Minister für Finanzen und Wirtschaftsplanung (Minister for Finance and Economic Planning).